# Parma (Misuri)
Parma es una ciudad ubicada en el condado de Nueva Madrid en el estado estadounidense de Misuri. En el Censo de 2010 tenía una población de 713 habitantes y una densidad de población de 396,1 personas por km².

## Geografía
Parma se encuentra ubicada en las coordenadas 36°36′40″N 89°49′5″O / 36.61111, -89.81806. Según la Oficina del Censo de los Estados Unidos, Parma tiene una superficie total de 1,8 km², de la cual 1,8 km² corresponden a tierra firme y (0,14%) 0 km² es agua.

## Demografía
Según el censo de 2010, había 713 personas residiendo en Parma. La densidad de población era de 396,1 hab./km². De los 713 habitantes, Parma estaba compuesto por el 67,46% blancos, el 29,45% eran afroamericanos, el 0,14% eran amerindios, el 0,56% eran isleños del Pacífico, el 1,12% eran de otras razas y el 1,26% pertenecían a dos o más razas. Del total de la población el 2,81% eran hispanos o latinos de cualquier raza.